# 50hertz Transmission

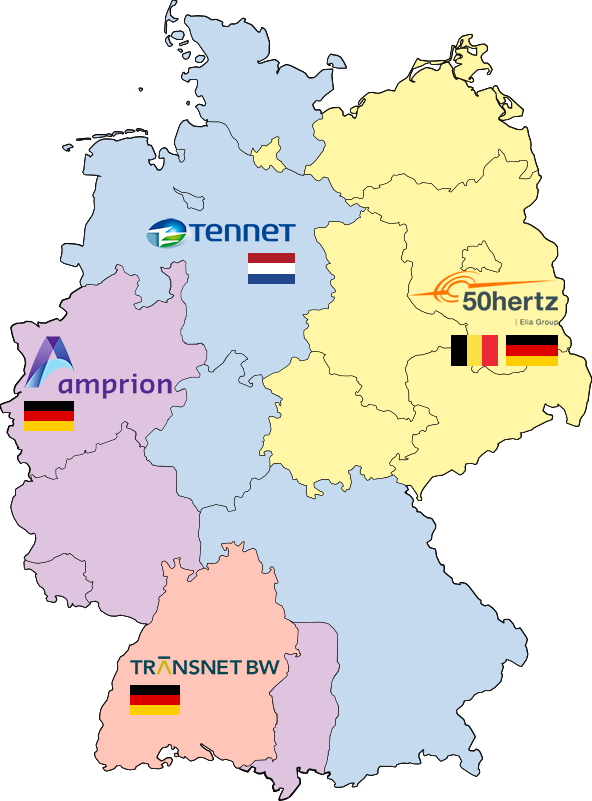
Het Duitse net van TenneT, 50hertz, Amprion en TransnetBW

50hertz Transmission GmbH is een Duitse transmissienetbeheerder met zijn hoofdvestiging in Berlijn.
50hertz Transmission is een van de vier Duitse transmissienetbeheerders. Het is vooral actief in het voormalige Duitse Democratische Republiek en verzorgt de elektriciteitsbevoorrading van 18 miljoen mensen. Het werkgebied is 109.360 km² groot en 50hertz heeft hier 10.380 km aan hoogspanningslijnen en -kabels. Alle lijnen van 150 tot 380 kV, met on- en offshore infrastructuur, vallen onder de verantwoordelijkheid.
50hertz is lid van het Europees netwerk van transmissiesysteembeheerders voor elektriciteit (ENTSO-E). 
Eigenaar van 50hertz is Eurogrid GmbH en daarmee indirect het Belgische Elia (netbeheerder). In 2012 namen Elia en het Australische fonds Industry Funds Management (IFM) Eurogrid en dus 50hertz over. Zij betaalden 810 miljoen euro waarvan 60% voor rekening van Elia en de resterende 40% voor IFM. Het was de grootste buitenlandse overname voor Elia. Verkoper was Vattenfall, toen het nog Vattenfall Europe Transmission GmbH heette. IFM wilde omstreeks 2017 zijn belang verkopen, als geïnteresseerde koper kwam State Grid Corporation of China in beeld. De Duitse publieke opinie keerde zich tegen dit idee. In maart 2018 breidde Elia het belang uit naar 80%. Het betaalde IFM zo'n 976,5 miljoen euro. In juli 2018 nam het Duitse KfW een belang van 20% in Eurogrid, door van IFM de aandelen te kopen.